# Gniewkowo (województwo warmińsko-mazurskie)
Gniewkowo (niem. Gottesgnade) – wieś w Polsce, w województwie warmińsko-mazurskim, w powiecie bartoszyckim, w gminie Górowo Iławeckie.
Do 2023 miejscowość była częścią wsi Sągnity.
W latach 1975–1998 Gniewkowo administracyjnie należało do województwa olsztyńskiego.